# Agnès Armengol i Altayó
Agnès Armengol y Altayó, también conocida como Agnès Armengol de Badia, (Sabadell, agosto de 1852 - Sabadell, 30 de enero de 1934) fue una escritora, pianista, compositora y promotora de la participación de las mujeres en el movimiento catalanista .  